# NGC 1051
NGC 1051 je galaksija u zviježđu Kit.

## Vanjske poveznice
- SEDS: NGC 1051